# 唐琳 (清朝)
唐琳（？—？），湖南新会县人，清朝政治人物。拔贡出身。
道光十年八月，擔任清朝廣東省潮州府豐順縣知縣。后由丁日生接任。